# Amie Bramme Sey
Amie Miriam Bessie Bramme Sey, född 12 augusti 1987 i Katarina församling i Stockholm, är en svensk programledare.

## Biografi
Amie Bramme Sey är uppvuxen på Södermalm som dotter till Maudo Sey och Katarina Bramme samt syster till sångerskorna Seinabo Sey (halvsyster) och Fatima Bramme Sey. Hon har studerat vid Södertörns högskola.
På Sveriges Radio har hon bland annat lett programmet Metropol med Amie på Metropol 93,8 och Kulturvalet, som var Sveriges Radios kulturredaktions satsning inför riksdagsvalet 2014.
2015 var hon verksam vid Aftonbladet, som bisittare i radioprogrammet Aftonbladet morgon, programledare för Svenska hjältar-galan 2018 och 2019 även som kolumnist.
Sedan 2015 driver hon också poddradion Raseriet tillsammans med sin kusin Fanna Ndow Norrby. De båda medverkade även i dokumentärfilmen Amie & Fannas striptrip på SVT (2018), där de reser runt i USA för att intervjua unga bakgrundskvinnor inom hiphopkulturen.
Säsongen 2017/18 tävlade Bramme Sey tillsammans med Gunnar Bolin i Sveriges Televisions På spåret, där de kom på andraplats i finalen. De medverkade även under säsongen 2018/19. I juni 2018 medverkade Bramme Sey i en reklamfilm för Volvo.
Tillsammans med David Sundin ledde hon Guldbaggegalan 2021 på Sveriges Television. Bramme Sey var programledare för realityprogrammet Bachelor Sverige 2023. Hon har också lett Grammisgalan ett flera gånger: 2021, 2022 och 2023. Bramme Sey var 2023 sidekick åt Pär Lernström under livesändningarna av TV-programmet Idol.
Bramme Sey deltog i den tredje säsongen av programmet Förrädarna och blev vald till förrädare. Bramme Sey blev historisk i programmet, då hon är den första förrädaren som åkt ut i första avsnittet någonsin.